# Mamadou Mbaye
Mamadou Mbaye, né le 28 juin 1998 à Saint-Louis (Sénégal), est un footballeur sénégalais qui évolue au poste de défenseur central.

## Biographie

### Carrière en club
Mamadou Mbaye fait ses débuts à l'AS Dakar Sacré-Cœur en deuxième division. En mai 2017, peu après la CAN junior, il rejoint le club Cadix, en Liga 2 espagnole.
Après cinq ans passés dans son ancien club, il signe au Vizela FC, qui joue actuellement en D2 portugaise.

### Équipe nationale du Sénégal des moins de20 ans
Mamadou Mbaye est retenu afin de participer à la CAN junior 2017. Le Sénégal atteint la finale du tournoi, et Mbaye est nommé dans l'équipe-type de la compétition. Finaliste malheureux face à la Zambie, le Sénégal s'assure toutefois d'être présent en Corée du Sud pour le Mondial U20.
Mamadou Mbaye fait ensuite partie de la sélection de joueurs retenus par Joseph Koto pour la Coupe du monde des moins de 20 ans 2017. Lors du mondial junior, il ne joue qu'un seul match, contre l'Équateur. Le Sénégal s'incline en huitièmes de finale face au Mexique.

## Palmarès

### Avec l'équipe du Sénégal
- Finaliste de la Coupe d'Afrique des nations junior 2017 avec l'équipe du Sénégal des moins de 20 ans

### Récompenses individuelles
- Membre de l'équipe-type de la CAN U20 2017